# 日下部禧代子
日下部 禧代子（くさかべ きよこ、1935年11月2日 - ）は、日本の政治家。世界連邦運動協会理事長。元社会民主党の参議院議員（2期）。

## 来歴
神奈川県出身。福岡女子大学文学部英米文学科卒業後、中学校非常勤講師を経てロンドン大学政治経済学部で福祉行政を専攻。1966年（昭和41年）に同大学を卒業。日本女子大学、淑徳短期大学などの講師を務める。
1989年（平成元年）の第15回参議院議員通常選挙で比例区に日本社会党から立候補して当選。1995年の第17回参議院議員通常選挙比例区（1位）再選。1996年、第1次橋本内閣で文部政務次官就任。同年、社会民主党参議院議員会長。98年1月から2000年2月まで社会民主党副党首。2001年（平成13年）の第19回参議院議員通常選挙に立候補せず、引退した。
2002年、跡見学園女子大学マネジメント学部教授。現在、同大学で理事を務めている。
2010年、世界連邦運動協会理事長。

## 政策
- 選択的夫婦別姓制度導入に賛成する。「女性が自立して生活できる公平な制度として必要」と述べる[3]。

## 著書
- 生きることのフィロソフィー―女性と福祉と教育と（日本評論社、1985）
- 年輪とダイヤモンド―人生80年時代を生きる（全国社会福祉協議会、1986）